# Беляев, Александр Николаевич (скульптор)
Александр Николаевич Беляев (5 [17] апреля 1816, Москва — 24 января [5 февраля] 1863, Санкт-Петербург) — русский скульптор, академик Императорской Академии художеств.

## Биография
Уроженец Москвы. Учился в московских Строгановском училище и Художественном классе; с 1840 года состоял вольноприходяшим учеником Императорской Академии художеств в Петербурге, учился у барона Петра Клодта. В 1841 году получил серебряную медаль 2-го достоинства за фигуру «Мальчик, пьющий воду из ручья».
В 1843 году для получения звания художника по скульптуре Беляев исполнил с натуры бюст конференц-секретаря Академии Василия Григоровича под надзором профессора Ивана Витали. В 1847 году за сделанный с натуры бюст профессора-мариниста Ивана Айвазовского ему объявлена похвала Академии.
В 1848 году Александр Беляев представил на соискание звания академика статую «Давид-юноша, победитель Голиафа» в натуральную величину. Рассмотрев статую, совет постановил, что «хотя статуя его и имеет достоинства, но как она не доведена до совершенного окончания, то предоставить её окончить и представить затем для суждения о производстве его в академики». Годом позже статуя была представлена в доделанном виде, и Беляев получил звание академика; впоследствии статуя была передана из Академии художеств в Музей императора Александра III (ныне Русский музей). С 1857 года и до конца жизни работал реставратором Эрмитажа.
- Айвазовский, 1841
- «Давид-юноша, победитель Голиафа», 1849. Русский музей
- Неизвестная, 1855
- Портрет рязанского помещика А.П. Дубовицкого, 1852